# Рейнальд III (герцог Гелдерна)
Райнальд III Толстый (нидерл. Reinoud III van Gelre; 13 мая 1333 — 4 декабря 1371) — герцог Гелдерна и граф Цютфена в 1343—1361 годах и в 1371 году.

## Биография

Гелдерн и Цютфен на карте Нидерландов 1350 г.(светло-коричневым цветом справа)

Сын Райнальда II и Элеоноры Английской.
Первые годы правления Райнальд III находился под опекой матери.
В 1350 году его младший брат Эдуард предъявил права на отцовское наследство. Началась война, которая продолжалась 11 лет. В 1361 году Райнальд потерпел поражение и был помещён в тюремную камеру замка Ниенбек. Там он так растолстел, что не смог бы выйти, даже если бы дверь оставили открытой.
24 августа 1371 года Эдуард умер и Райнальд получил свободу. Согласно легенде, чтобы его выпустить из камеры, пришлось разрезать стену.
Райнальд снова был провозглашён герцогом, но пробыл на троне недолго: через три месяца он умер.
Поскольку у него не было законных детей, началась борьба за наследство между его сёстрами Матильдой и Марией. Разгорелась война за гелдернское наследство, по итогам которой в 1380 году герцогом Гелдерна стал сын Марии Вильгельм III.

## Семья
1 июля 1347 года Райнальд III женился на Марии Брабантской (1325—1399), дочери герцога Жана III. Детей в этом браке не было.
У Райнальда была незаконнорождённая дочь — Понта Гелдернская, которая вышла замуж за Яна ван Гросбека, сеньора Хоймен и Малден.